# Ганькевич, Игорь Юрьевич
И́горь Ю́рьевич Ганьке́вич (7 июня 1962, Одесса — 27 июня 1990, Одесса) — одесский рок-музыкант, композитор, поэт, автор и исполнитель многих песен, лидер группы «Бастион», один из основателей Одесского рок-клуба.

## Биография
Родился 7 июня 1962 года в Одессе. В начале 1980-х годов Игорь «Ганя» Ганькевич организовал группу «Иллюзион», которая с 1984 года сменила название на «Бастион». Группа снялась в фильме «Дискжокей» и выступила на фестивале «СыРок-88» в Москве, где прозвучали наиболее популярные номера: «Памяти жертв перестройки» и «Помнишь, как в Одессе были крабы…». Также одним из заметных концертов «Бастиона» было выступление на знаменитом Подольском рок-фестивале, где впервые прозвучала песня «Прогулка по Одессе».
Авторству Игоря Ганькевича принадлежит песня «Прогулка по Одессе», часто приписываемая исполняющему её Сергею Чигракову («Чижу»). Другая его песня, «Монолог старого рокера», стала гимном одесского рок-клуба, одним из основателей которого был Игорь Ганькевич.
В начале 1990 года, тяжело переживая кризисную ситуацию в «Бастионе», Игорь Ганькевич принял участие в проекте «Гамбринус», в которую вошли, кроме него, участники групп «Кошкин дом» (Одесса-СПБ) и «Нате!» (СПб). Группа «Гамбринус» прожила недолго, всего лишь сыграв на двухдневном фестивале в ДК им. Газа (15—16 января 1990) в одной компании с «Колибри», «Внезапным сычом», «Вином» и «Нате!».
27 июня 1990 года Игоря Ганькевича не стало. Причиной смерти стало ухудшение здоровья в результате надрыва при переносе груза (основным местом работы Игоря был Одесский морской порт).
Через 4 года после смерти Игоря была издана пластинка «Пикейные жилеты», в которых были записаны концертные (и несколько студийных) записи песен «Бастиона». Финансированием и распространением альбома занимался сын Ганькевича Алексей.[прояснить]

## Память
- С 1991 года в Одессе ежегодно проводится рок-фестиваль его памяти, который с 1994 года получил название «Пикейные Жилеты»[3]. В этих фестивалях принимали участие практически все известные отечественные рок-группы,[1] включая «Чайф», «Алиса», «ДДТ», «Чиж и Ко», «Слот», «Кукрыниксы», «Аквариум».
- В 2010 году, во время проведения ХХ фестиваля «Пикейные Жилеты», мэром города было объявлено о желании назвать одну из улиц Одессы именем Игоря Ганькевича[3].